# Северни морски слон
Северни морски слон (Mirounga angustirostris) је врста фоке из породице правих фока (Phocidae). 

## Опис
Морски слонови су највећи представници фока, а могу бити велики чак 7 метара. Одрасли мужјаци су понекад тешки и до 3.630 килограма. Мужјак морског слона има велики обешен нос, који се још повећа у сезони поарења. Често се међусобно боре за власништво над територијом.

## Распрострањење
Врста је присутна у Канади, Мексику и Сједињеним Америчким Државама. 
Врста је повремено присутна, или је миграторна врста у Јапану. 
ФАО рибарска подручја (енгл. FAO marine fishing areas) на којима је ова врста присутна су у северозападном Пацифику, североисточном Пацифику и источном централном Пацифику.

## Станиште
Станишта ове врсте су копнена и морска подручја.

## Исхрана
Морски слонови се хране искључиво рибама и лигњама.

## Угроженост
Иако су их ловци скоро истребили још у 19. веку, ова врста није угрожена, и наведена је као последња брига јер има широко распрострањење.

### Популациони тренд
По доступним подацима, популација ове врсте се повећава.

## Галерија
- Борба морских слонова